# Gmina Opatów (Powiat Kłobucki)
Die Gmina Opatów ist eine Landgemeinde im Powiat Kłobucki der Woiwodschaft Schlesien in Polen. Ihr Sitz ist das gleichnamige Dorf mit 1213 Einwohnern (2008).

## Gliederung
Zur Landgemeinde Opatów gehören folgende Dörfer mit zehn Schulzenämtern:
Brzezinki
Iwanowice Duże
Iwanowice Małe
Iwanowice-Naboków
Opatów
Waleńczów
Wilkowiecko
Złochowice
Zwierzyniec Drugi
Zwierzyniec Pierwszy

## Politik

### Bürgermeister
An der Spitze der Verwaltung steht der Gemeindevorsteher. Seit 2002 war dies Bogdan Sośniak, der mit seinem eigenen Wahlkomitee antrat, und 2024 nicht erneut kandidierte. Bei der turnusmäßigen Wahl im April 2024 kam es zu folgendem Ergebnis:
- Zdzisław Makles (Wahlkomitee Zdzisław Makles) 51,8 % der Stimmen
- Tomasz Kotowicz (TD) 48,2 % der Stimmen

Damit wurde Zdzisław Makles bereits im ersten Wahlgang zum neuen Gemeindevorsteher gewählt.
Die turnusmäßige Wahl im Oktober 2018 führte zu folgendem Ergebnis:
- Bogdan Sośniak (Wahlkomitee Bogdan Sośniak) 60,2 % der Stimmen
- Witold Łacny (PSL) 25,9 % der Stimmen
- Artur Konieczny (KO) 13,9 % der Stimmen

Damit wurde Amtsinhaber Sośniak bereits im ersten Wahlgang wiedergewählt.

### Gemeinderat
Der Gemeinderat von Opatów besteht aus 15 Mitgliedern, die in Einzelwahlkreisen gewählt werden. Die Wahl 2024 führte zu folgendem Ergebnis:
- Trzecia Droga (TD) 31,7 % der Stimmen, 5 Sitze
- Wahlkomitee Zdzisław Makles 25,6 % der Stimmen, 4 Sitze
- Wahlkomitee Mirosław Szewczuk 18,7 % der Stimmen, 4 Sitze
- Wahlkomitee Artur Konieczny 14,2 % der Stimmen, kein Sitz
- Wahlkomitee Paweł Sośniak 3,5 % der Stimmen, 1 Sitz
- PiS 3,2 % der Stimmen, 1 Sitz
- Übrige 3,1 % der Stimmen, kein Sitz

Die Wahl 2018 führte zu folgendem Ergebnis:
- Wahlkomitee Bogdan Sośniak 35,8 % der Stimmen, 8 Sitze
- Polskie Stronnictwo Ludowe (PSL) 30,9 % der Stimmen, 6 Sitze
- Koalicja Obywatelska (KO) 12,9 % der Stimmen, kein Sitz
- PiS 7,4 % der Stimmen, kein Sitz
- Wahlkomitee „Unsere Gemeinde Opatow“ 6,9 % der Stimmen, kein Sitz
- Wahlkomitee Paweł Sośniak 3,7 % der Stimmen, 1 Sitz
- Übrige 2,7 % der Stimmen, kein Sitz